# İbrahim Kaş
İbrahim Kaş (ur. 20 września 1986 w Karabük) – turecki piłkarz występujący na pozycji środkowego obrońcy.

## Kariera klubowa
İbrahim Kaş zawodową karierę rozpoczął w 2004 w Beşiktasu JK. W pierwszej lidze tureckiej zadebiutował 28 maja 2005 w zremisowanym 2:2 pojedynku z Akçaabatem Sebatspor, kiedy to w 85. minucie zmienił İbrahima Toramana. Sezon 2005/2006 Kaş spędził na wypożyczeniu w Kocaelisporze. W pierwszym zespole zadebiutował 11 września w meczu z Türkiem Telekomspor. W nowym klubie Kaş wywalczył sobie miejsce w podstawowej jedenastce i przez cały sezon wziął udział w 26 pojedynkach drugiej ligi.
Po zakończeniu rozgrywek turecki gracz powrócił do Beşiktaşu JK. W Superlidze zagrał jednak tylko 13 maja 2007 w przegranym 3:0 spotkaniu przeciwko Bursasporowi. W sezonie 2007/2008 Kaş grywał już częściej, jednak wciąż pełnił w drużynie rolę rezerwowego. 10 maja 2008, w ostatnim meczu ligowych rozgrywek przeciwko Manisasporowi Turek strzelił dwie bramki, a Beşiktaş zwyciężył 5:1. Pod koniec maja Kaş na prawie Bosmana odszedł do hiszpańskiego Getafe CF. W Primera División zadebiutował 29 września 2008 w zwycięskim 1:0 pojedynku przeciwko Athleticowi Bilbao. Latem 2009 został wypożyczony do Beşiktasu. Przed sezonem 2010/2011 wrócił do Getafe. W 2011 roku został zawodnikiem Bursasporu, a latem tego roku został wypożyczony do Mersin İdman Yurdu. Następnie grał w Ordusporze, Elazığsporze i Gaziantep BB.

## Kariera reprezentacyjna
Kaş ma za sobą występy w młodzieżowych reprezentacjach Turcji. Grał w drużynach do lat 18, 19 oraz 21, dla których łącznie rozegrał 11 meczów. W dorosłej kadrze zadebiutował 17 listopada 2007 w wygranym 2:1 wyjazdowym meczu z Norwegią w ramach eliminacji do Euro 2008, jednak już w piętnastej minucie musiał opuścić boisko z powodu kontuzji. Następnie Kaş razem z drużyną narodową brał udział w eliminacjach do Mistrzostw Świata 2010 i wystąpił między innymi w październikowych spotkaniach z Bośnią i Hercegowiną oraz Estonią.